# Płyta pacyficzna

Płyta pacyficzna zaznaczona na żółto

Płyta pacyficzna (ang. Pacific Plate) – oceaniczna płyta litosfery obejmująca większą część Oceanu Spokojnego (m.in. razem z Półwyspem Kalifornijskim i fragmentem archipelagu Nowej Zelandii). Obecnie jest największą płytą tektoniczną na Ziemi.
Jej granice wyznacza w zachodniej i północnej części „Pacyficzny Pierścień Ognia”: Nowa Zelandia, Rów Kermadec, Rów Tonga, Rów Bougainville’a, Rów Sundajski, Indonezja, Filipiny, Rów Filipiński, Rów Mariański, Rów Bonin, Rów Nansei Shoto, Japonia, Rów Japoński, Rów Kurylsko-Kamczacki, Kamczatka, Aleuty, Rów Aleucki, Alaska, Góry Kaskadowe, Kalifornia oraz Grzbiet Wschodniopacyficzny i Grzbiet Pacyficzno-Antarktyczny.
Sąsiaduje z płytą północnoamerykańską, Juan de Fuca, kokosową, Nazca, antarktyczną, australijską i filipińską.
Wiek skorupy oceanicznej określono na okres od późnej jury (na południowy wschód od Wysp Japońskich) do czasów obecnych (w rejonie Grzbietu Wschodniopacyficznego).